# Edward Frederick Kelaart
Edward Frederick Kelaart (Colombo in Sri Lanka, 21 november 1819 – begraven in Southampton, 31 augustus 1860) was een Britse legerarts en natuuronderzoeker. Hij deed systematisch onderzoek aan de flora en fauna van het eiland Ceylon.

## Biografie
Edward Frederick stamde af van een Duits/Nederlandse familie die zich in 1726 in Ceylon, dat toen Nederlands koloniaal bezit was, vestigde. Zijn vader had een betrekking in de apotheek van het koloniale leger. Edward kreeg toen hij 16 jaar oud was al een baan bij de regering. In 1838 ging hij in Universiteit van Edinburgh medicijnen studeren en haalde in 1841 het artsexamen aan het Royal College of Surgeons. Eerst keerde hij terug naar Ceylon als assistent praktiserend legerarts en in 1843 werd hij legerarts op Gibraltar. In 1848 keerde hij terug op Ceylon en in 1852 promoveerde hij tot Staff Surgeon (eindrang luitenant-kolonel). In 1856 werd hij natuuronderzoeker in dienst van de regering en maakte in die hoedanigheid studie van de parelvisserij. Hij overleed op 31 augustus 1860 tijdens een zeereis naar het Verenigd Koninkrijk en werd begraven in Southampton. 

## Werk en nalatenschap
Hij schreef de Flora Calpensis een boek over de planten van Gibralter. In 1846 werd hij gekozen als fellow (lid) van de Linnean Society of London. Hoewel hij geen echt geografisch werk publiceerde, was hij ook lid van de Geological Society of London. Vooral na 1852 reisde hij het hele eiland Ceylon af en verzamelde reptielen die hij zond naar Edward Blyth, conservator van het museum van de Asiatic Society of Bengal in Calcutta. Hij maakte studie van groepen ongewervelde dieren en beschreef tientallen nieuwe soorten trilhaarwormen, zeeanemonen en  zeenaaktslakken.
Diverse diersoorten zijn naar hem vernoemd zoals de vogelsoorten zwartkeelbronzemannetje (Lonchura kelaarti), Legges kuifarend (Nisaetus kelaarti) en de  junglenachtzwaluw (Caprimulgus indicus kelaarti). Zelf beschreef hij de ceylonhoutduif (Columba torringtoniae) en een spitsmuis (spitsmuis van Kelaart, Feroculus feroculus). Verder is een soort pad Adenomus kelaartii naar hem genoemd.
- Author citation (botany): Kelaart
- Stuttgart Database of Scientific Illustrators 1450–1950: 4222
- Gemeinsame Normdatei: 1055355952
- International Standard Name Identifier: 0000 0000 6427 4482
- Library of Congress Control Number: nr98029135
- Nationale Bibliotheek van Israël: 987007365204005171
- Nederlandse Thesaurus van Auteursnamen: 183674022
- Trove: 899415
- Virtual International Authority File: 26978614
- WorldCat: E39PBJyxgkPDbDWw86c6T4HQv3